# 得克萨斯大学圣安东尼奥分校
德克萨斯大学圣安东尼奥分校是位于美国德克萨斯州圣安东尼奥的一所公立研究型大学，成立于1969年，属于德克萨斯大学系统，是圣安东尼奥规模最大的大学，也是德克萨斯州招生人数第八多的大学，其五个校区占地超过758英亩，招收了超过35,000名学生。该校被归类为R1博士类大学。